# Domej
Domej je priimek v Sloveniji, ki ga je po podatkih Statističnega urada Republike Slovenije na dan 1. januarja 2010 uporabljalo 33 oseb in je med vsemi priimki po pogostosti uporabe uvrščen na 9.793. mesto.

## Znani nosilci priimka
- Gisela Domej, geologinja
- Ignac Domej (1921-1990), kmečki in narodnostni organizator avstrijskem Koroškem
- Ignac Domej (*1957), pater
- Štefan Domej, kmet in organizator slovenskih kmetov na avstrijskem Koroškem
- Teodor Domej (*1949), kulturni zgodovinar in narodnostni delavec avstrijskem Koroškem